# Les Beaux Messieurs de Bois-Doré
Les Beaux Messieurs de Bois-Doré est un roman historique français de George Sand, publié en 1857.

## Historique
L'œuvre paraît d'abord en feuilleton dans Le Progrès Illustré en 1857, puis est reprise en volume chez A. Cadot en 1858.

## Résumé
Le roman raconte une suite de péripéties amoureuses et aventurières dans le contexte des oppositions religieuses sous le règne de Louis XIII. L'histoire se déroule dans trois châteaux de la Vallée Noire parmi lesquels : le château de Briantes, le château d'Ars et le château de La Motte-Feuilly.

## Adaptations

### Au théâtre
L’œuvre est adaptée à la scène par Sand et Paul Meurice. La première a lieu le 26 avril 1862 au Théâtre de l'Ambigu-Comique.

### À la télévision
- 1976 : Les Beaux Messieurs de Bois-Doré, mini-série française réalisée par Bernard Borderie, avec Georges Marchal, Yolande Folliot et Michel Albertini